# Frodo Jardner
Frodo Jardner  es un personaje de la mitología  del escritor británico J. R. R. Tolkien, que aparece en su novela El Señor de los Anillos. Es un hobbit de la Comarca, segundo hijo y primer varón de  Samsagaz Gamyi y de su esposa Rosita Coto.

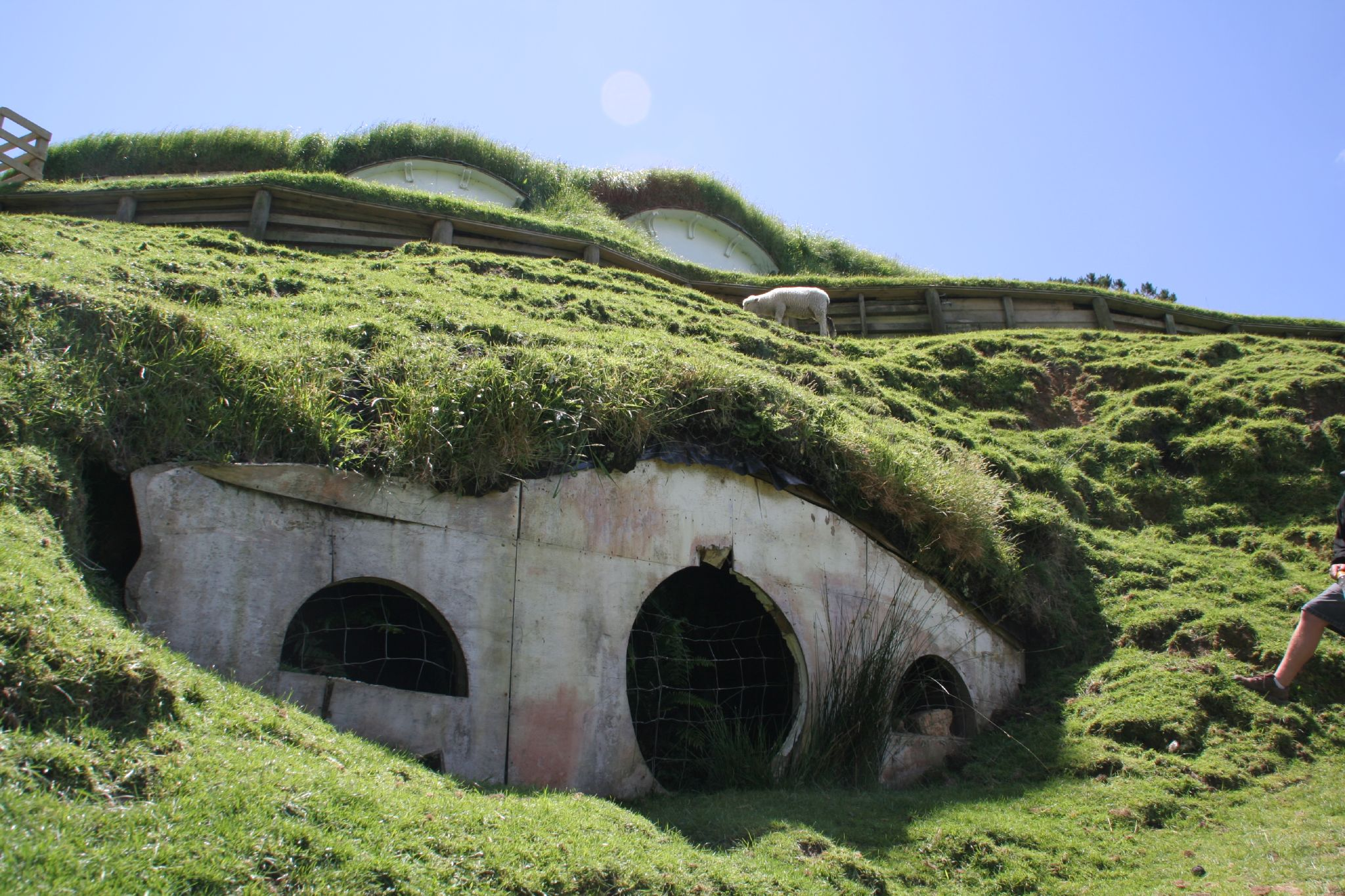
Vivienda Hobbit

Frodo fue el fundador de la familia Jardner de la Colina, es probable que viviera en Bolsón Cerrado, donde vivieran anteriormente Bilbo Bolsón y Frodo Bolsón, después de la partida de Frodo a Los puertos grises al terminar la Guerra del Anillo, Sam y sus herederos vivierón ahí.
Frodo Jardner fue también hermano de Elanor Gamyi conocida como "Elanor la bella", primera hija de Samsagaz Gamyi, junto con su hermana, fue uno de los miembros más representativos de la familia Gamyi al ser fundadores de nuevas familias en La Comarca: Los Belifantes de la Torre fundados por Elanor Gamyi y su esposo Elfstan Belifante bautizado así en honor al Rey Elessar; y la familia Jardner.